# Merops breweri
Merops breweri là một loài chim trong họ Meropidae.